# Мавзолей Котовського
Мавзолей Котовського — могила-склеп радянського військового та політичного діяча Григорія Котовського, пам'ятка історії місцевого значення, що розташовується у місті Подільськ Одеської області. Закладений 1925 року одразу по смерті Котовського, мавзолей був зруйнований під час Другої світової війни та відновлений 1965 року у сучасному вигляді. Мавзолей Котовського є одним з двох мавзолеїв на території України.

## Історія
Наступного дня після вбивства Котовського, 7 серпня 1925 року, до Бірзули (сучасний Подільськ) відрядили групу медиків, яку очолив професор Володимир Воробйов, для здійснення бальзамування тіла Котовського. Протягом кількох днів лікарі успішно виконали своє завдання. Паралельно з тим у міському парку Бірзули було споруджено невелику підземну усипальницю, куди було поміщено тіло. На похоронах Котовського були присутні радянські військові та політичні діячі Семен Будьонний, Олександр Єгоров, Йона Якір, Панас Буценко.
1934 року над підземною усипальницею було споруджено надземний меморіал, присвячений подіям громадянської війни та встановленню радянської влади. Ця споруда проіснувала до моменту окупації міста румунськими військами. 6 серпня 1941 року мавзолей був розграбований та знищений: були викрадені 3 ордени Червоного Прапора, які належали Котовському та зберігалися поруч з його тілом (повернуті до СРСР після війни), а саме тіло було зарите в братській могилі разом з тілами розстріляних жителів міста. Незабаром робітниками залізничного депо було здійснено перепоховання жертв окупації — тіло Котовського також було віднайдене. Пошкоджені останки Котовського зберігалися були залиті спиртом для кращого збереження й були заховані до приходу Червоної армії до міста 1944 року.
У повоєнні часи підземну частину мавзолею було відновлено, зверху усипальнецю було накрито фанерою та встановлено портрет Котовського. Саме ж тіло, яке зазнало часткового розкладення, було повернуто до мавзолею у цинковій труні з віконцем навпроти голови. Через псування тіла під час війни достеменно не відомо, чи дійсно тіло, поміщене до мавзолею, належить Котовському, чи воно було втрачено під час румунської окупації міста.
У 1960-х роках було здійснено відновлення мавзолею. 26 грудня 1965 року було відкрито сучасний меморіальний комплекс у вигляді стели з погруддям. За радянської доби мавзолей був центром політичного життя — біля нього відбувалися демонстрації, його відвідували шкільні екскурсії.
У рамках закону про декомунізацію Подільська міська рада у вересні 2016 року ухвалила рішення про перепоховання Григорія Котовського на міському цвинтарі № 1. Однак, це рішення лишається не виконаним, оскільки міська рада має отримати дозвіл від родичів на перепоховання. Сама ж споруда відповідно до пояснення Міністерства культури України не підпадає під дію закону про декомунізацію, оскільки є місцем поховання.
Протягом тривалого часу мавзолей був закритий для відвідувачів, оскільки перебував у занедбаному стані. 2018 року було проведено реконструкцію комплексу за кошти міського бюджету.